# Силом дадиља
Силом дадиља (енгл. Bringing Up Baby), такође познат под насловом Невоље са бебом, америчка је комедија из 1938. године коју је режирао Хауард Хокс, са Кетрин Хепберн и Керијом Грантом у главним улогама. Филм представља причу о палеонтологу (Грант) који долази у бројне проблеме, повезане са расејаном наследницом породичног богатства (Хепберн) и леопарда по имену Беба. Сценарио су адаптирали Дадли Николс и Хагар Вајлд на основу Вајлдине кратке приче која се првобитно појавила у часопису Collier's Weekly 10. априла 1937. године.
Сценарио је написан имајући у виду да улогу тумачи Хепберн, и прилагођен је глумичиној личности. Снимање је почело септембра 1937. и завршено је у јануару 1938, према планираном распореду и у складу са буџетом. Снимање је често одлагано због неконтролисаног смеха током сцена од стране главних глумаца. Хепберн се мучила са својим комичним наступом, а ментор јој је био још један члан глумачке екипе, ветеран водвиља Волтер Кетлет. Током снимања коришћен је питоми леопард; његов тренер је стајао ван екрана са бичем за све његове сцене.
Силом дадиља је био комерцијално неуспешан филм, иако је на крају остварио мали профит по поновном приказивању почетком 1940-их. Убрзо након премијере филма, Хепберн је била једна од глумаца коју су независни власници америчких биоскопа означили као „отров на благајни“. Њена каријера се није опоравила све до Филаделфијске приче две године касније.
Рецепција и репутација филма је постала позитивнија током 1950-их када је филм приказан на телевизији. Од тада, филм је стекао признање и критичара и публике због духовитих сцена и заплета, апсурдних ситуација и неспоразума, савршеног осећаја за комичан тајминг, живахног глумачког ансамбла, серије лудих и глупих незгода, катастрофа, изненађења и ситуација из домена романтичне комедије.
Године 1990. Силом дадиља изабран је за чување у Националном филмском регистру Конгресне библиотеке као „културолошки, историјски или естетски значајан филм“, и остварење се нашло на бројним листама најбољих филмова. Заузима 88. место на листи 100 најбољих америчких филмова свих времена Америчког филмског института.

## Радња
Дејвид Хаксли (Кери Грант) је палеонтолог благог карактера и манира. У протекле четири године покушавао је да састави скелет бронтосауруса, али му недостаје једна кост, „међуребарна кључна кост“. Његовом стресу доприноси предстојећи брак са тврдоглавом Алис Сволоу (Вирџинија Вокер) и потреби да импресионира Елизабет Рендом (Меј Робсон), која размишља о донацији од милион долара његовом музеју.
Дан пре свог венчања, Дејвид случајно упознаје Сузан Венс (Кетрин Хепберн) на голф терену. Она је слободоумна, помало расејана млада дама, неспутана логиком. Ове особине су убрзо увукле Дејвида у неколико фрустрирајућих инцидената.
Сузанин брат Марк јој је послао питомог леопарда по имену Беба (Ниса) из Бразила. Његовој питомости помаже слушање песме „I Can't Give You Anything but Love, Baby“. Сузан мисли да је Дејвид зоолог и манипулише њиме да је прати у одвођењу Бебе на њену фарму у Конектикату. Компликације настају када се Сузан заљуби у њега, а она покушава да га задржи у својој кући што је дуже могуће, чак скривајући његову одећу, како би спречила његово предстојеће бенчање.
Дејвидова дуго чекана интеркостална кључна кост је испоручена, али је Џорџ (Скипи), пас Сузанине тетке, узима и негде закопава. Када стигне Сузанина тетка, она открива Дејвида у неглижеу. На Дејвидово запрепаштење, испоставило се да је она потенцијални донатор музеју. Друга порука од Марка јасно показује да је леопард за Елизабет, јер га је она одувек желела. Беба и Џорџ беже. Зоолошки врт је позван да помогне у хватању Бебе. Сузан и Дејвид се утркују да пронађу Бебу пре зоолошког врта и, заменивши опасног леопарда (кога такође глуми Ниса) из оближњег циркуса за Бебу, пуштају га из кавеза.
Дејвида и Сузан затвара збуњени градски полицајац, полицајац Слокум (Волтер Кетлет), јер су се чудно понашали у кући др Фрица Лемана (Фриц Фелд), где су сатерали циркуског леопарда у ћошак, мислећи да је Беба. Када Слокум не верује у њихову причу, Сузан му каже да су чланови „банде леопарда“; она себе назива „Swingin' Door Susie“, а Дејвида „Jerry the Nipper“. На крају се појављује адвокат Александар Пибоди (Џорџ Ирвинг) да би потврдио свачији идентитет. Сузан, која је побегла кроз прозор током полицијског испитивања, несвесно одвлачи веома изнервираног циркуског леопарда у затвор. Дејвид је спасава, користећи столицу да отера велику мачку у ћелију.
Нешто касније, Сузан проналази Дејвида, којег је Алис одбацила, на високој платформи како ради на бронтосаурусу у музеју. Након што му је показала несталу кост коју је пронашла пратећи Џорџа три дана, Сузан се, упркос његовим упозорењима, пење уз високе мердевине поред диносауруса како би му била ближе. Она каже Дејвиду да јој је тетка дала милион долара и да жели да их поклони музеју, али Дејвида више занима да јој каже да је дан проведен са њом био најбољи дан у његовом животу. Изјављују једно другом љубав, а Сузан, растресена тренутком, несвесно њише мердевинама с једне на другу страну. Док разговарају, а мердевине се сваким замахом све више љуљају, Сузан и Дејвид коначно примећују да је Сузан у опасности. Уплашена, пење се на костур, узрокујући да шкрипи, а затим се сруши. Дејвид је ухвати за руку када је пала, подиже је на платформу и жали на губитку година рада на скелету бронтосауруса док га она наговара да јој опрости. Помиривши се са својом хаотичном будућношћу, Дејвид грли и љуби Сузан.

## Глумачка подела
| - Кетрин Хепберн као Сузан Венс - Кери Грeнт као др Дејвид Хаксли (познат и као господин Боун) - Меј Робсон као Елизабет Чарлтон Рандом, Сузанина тетка - Чарлс Раглес као мајор Хорас Еплгејт, ловац на крупну дивљач - Волтер Кетлет као полицајац Слокум - Бери Фицџералд као Алојзијус Гогарти, баштован госпође Рендом - Фриц Фелд као др Фриц Леман, имућни психијатар - Вирџиниа Вокер као Алис Свалоу, Дејвидова вереница - Џорџ Ирвинг као Александер Пибоди, адвокат госпође Рендом - Леона Робертс као Хана Гогарти, Алојзијусова жена и слуга госпође Рендом - Тала Бирелл као госпођа Леман, др Лехманова супруга - Џон Кели као Елмер, помоћник полицајца Слокума Животиње - Скипи као Џорџ, пас госпође Рандом - Ниса као Беба и циркуски леопард |

## Продукција

### Развој и писање
У марту 1937. Хауард Хокс је потписао уговор са RKO за адаптацију песме Ганга Дин Радјарда Киплинга, која је била у претпродукцији од претходне јесени. Када RKO није могао да ангажује Кларка Гејбла, Спенсера Трејсија и Франшота Тона од Метро-Голдвин-Мајер-а за филм и адаптација Ганга Дин је одложена, Хокс је почео да тражи нови пројекат. Априла 1937. прочитао је кратку причу Хагар Вајлд у часопису Collier's под називом „Bringing Up Baby” и одмах је желео да сними филм на основу приче, сетивши се да га је насмејала. RKO је купио права за адаптацију у јуну за 1.004 долара, а Хокс је накратко радио са Вајлдовом на третману филма. Вајлдина кратка прича се битно разликовала од филмске: Дејвид и Сузан су верени, он није научник и нема диносауруса, међуребарне кључне кости или музеја. Међутим, Сузан добија кућног љубимца пантера од свог брата Марка да га поклони њиховој тетки Елизабет; Дејвид и Сузан морају да ухвате пантера у дивљини Конектиката уз помоћ Бебине омиљене песме I Can't Give You Anything but Love, Baby.
Хокс је тада ангажовао сценаристе Дадлија Николса, најпознатијег по раду са редитељем Џоном Фордом, за рад на сценарију. Вајлдова је развијала ликове и комичне елементе сценарија, док је Николс радио на причи и структури. Хокс је радио са два писца током лета 1937. и они су смислили сценарио од 202 странице. Вајлдова и Николс су заједно написали неколико нацрта, започевши романтичну везу и причу филма Фреда Астера и Џинџер Роџерс Безбрижно неколико месеци касније. Сценарио филма Силом дадиља претрпео је неколико измена, а у једном тренутку дошло је до сложене борбе питама, инспирисане филмовима Мака Сенета. Мајор Еплгејт је имао помоћника и дегустатора хране по имену Али (којег је требало да игра Миша Ауер), али је овај лик замењен Алојзијусом Гогартијем. Коначни нацрт сценарија имао је неколико сцена у средини филма у којима Дејвид и Сузан изјављују љубав једно другом које је Хокс исекао током продукције.
Николс је добио инструкције да напише филм за Кетрин Хепберн, са којом је радио на филму Марија од Шкотске (1936) Џона Форда. Барбара Лиминг је тврдила да је Форд имао аферу са Хепберн и тврди да су многе карактеристике Сузан и Дејвида засноване на Хепберн и Форду. Николс је био у контакту са Фордом током писања сценарија, а филм је укључивао чланове John Ford Stock Company као што су Ворд Бонд, Бери Фицџералд, Д’Арси Кориган и придружени продуцент Клиф Рид. Џон Форд је био Хоксов пријатељ и посетио је сет. Округле наочаре које Грант носи у филму подсећају на оне Харолда Лојда и Форда.
Снимање је требало да почне 1. септембра 1937. и да се заврши 31. октобра, али је одложено из неколико разлога. Продукција је морала да сачека до средине септембра да истекну права за песму „I Can't Give You Anything but Love, Baby” за 1.000 долара. У августу, Хокс је ангажовао писце гегова Роберта Макгауана и Гертруду Персел за некредитоване преправке сценарија, а Макгауен је додао сцену инспирисану стрипом Професор Динглхуфер и његов пас у којој пас закопава ретку кост диносауруса. RKO је платио King Features Syndicate 1.000 долара да искористи идеју за филм.

#### Нескриптовани део филма
Расправљало се да ли је Силом дадиља прво измишљено дело (осим порнографије) које користи реч геј у хомосексуалном контексту. У једној сцени, лик Керија Грента носи женски неглиже украшен марабуом; на питање зашто, он огорчено одговара „Зато што сам одједном постао геј!” (скочи у ваздух на реч геј). Како термин геј није био познат широј јавности све до немира у Стоунволу 1969, поставља се питање да ли је Грант ту реч употребио у њеном изворном значењу (што значи „срећан“) или је у питању намерна аналогија на хомосексуалност.
Реплика у филму била је Грентов ад-либ, а није је било у сценарију. Према Виту Русоу у The Celluloid Closet (1981, ревидирано 1987), у сценарију је првобитно Грентов лик рекао „Ја.. . Претпостављам да мислите да је чудно, ја ово носим. Схватам да изгледа чудно... Ја обично не... Мислим, ја не поседујем један од ових“. Русо сугерише да то указује да су људи у Холивуду (барем у Грантовим круговима) били упознати са жаргонским конотацијама речи; међутим, ни Грант ни било ко укључен у филм то није предложио.
У филму Моја слабост из 1933. године раније се користила реч „геј” као отворен опис хомосексуалности; један од двојице мушкараца који жуде за истом женом изненада предлаже решење њиховог заједничког проблема: „Хајде да будемо геј!” Међутим, цензори Комитета за односе са студијама одлучили су да је реплика превише ризична и да се мора пригушити. Филм His Side of Heaven (1934) укључивао је сцену у којој избирљиви декоратер ентеријера покушава да прода цветни узорак од тканине купцу, који свесно одговара: „Чини ми се превише геј“.

### Кастинг
Након што су накратко разматрали Хоксову рођаку Керол Ломбард за улогу Сузан Венс, продуценти су изабрали Кетрин Хепберн да игра богату Новоенглескињу због њеног порекла и сличности са ликом. RKO је пристао на кастинг, али је имао резерве због Хепберниног хонорара те и неколико година успеха на благајнама. Продуцент Лу Ласти је рекао: „Не бисте могли чак ни да будете на нули, ако Хепбернина глума кошта осам стотина хиљада“. У почетку, Хокс и продуцент Пандро С. Берман нису могли да се договоре кога да изаберу за улогу Дејвида Хакслија. Хокс је у почетку желео комичара немог филма Харолда Лојда; Берман је одбио Лојда и Роналда Колмана, нудећи улогу Роберту Монтгомерију, Фредрику Марчу и Реју Миланду (сви су је одбили).
Хоксов пријатељ Хауард Хјуз је коначно предложио Керија Гранта за улогу. Грант је управо завршио снимање своје револуционарне романтичне комедије The Awful Truth (1937), а Хокс је можда видео грубу верзију тада необјављеног филма.
Грант је у том периоду имао неексклузивни уговор за четири филма са RKO-ом за 50.000 долара по филму, а Грантов менаџер је искористио свој кастинг у филму да поново преговара о уговору, зарадивши му 75.000 долара плус бонусе које је Хепберн примала. Грант је био забринут због могућности да игра интелектуалног лика и требало му је две недеље да прихвати улогу, упркос новом уговору. Хокс је изградио Грантово самопоуздање обећавајући да ће имати пробе са њим током филма, упућујући га да гледа филмове Харолда Лојда ради инспирације. Грант се током филма састајао са Хауардом Хјузом како би разговарао о његовом лику, за шта је рекао да је помогло његовом глумачком наступу.
Хокс је добио карактерне глумце Чарлија Раглса на позајмицу из Paramount Pictures за мајора Хораса Еплгејта и Берија Фицџералда на позајмицу из Корпорације Мери Пикфорд да играју баштована Алојзијуса Гогартија. Хокс је поставио Вирџинију Вокер као Алис Сволоу, Дејвидову вереницу; Вокерова је била под уговором са њим и касније се удала за његовог брата, Вилијама Хокса. Пошто Хокс није могао да пронађе пантера који би се појављивао на филму, Бејби је промењен у леопарда како би могли да глуме дресираног леопарда Нису, који се појављивао у филмовима осам година, снимајући неколико Б-филмова.

### Снимање
Снимање је почело 23. септембра 1937. и требало је да се заврши 20. новембра 1937. са укупним буџетом од 767.676 долара. Снимање је почело у студију, прво су снимане сцене у Сузанином стану, да би се почетком октобра снимање наставило у Бел Ер Кантри Клабу, где су снимљене сцене на голф терену. Продукција је имала тежак почетак због Хепбернове борбе са ликом који је за њу написан и својим способностима у комедији. Често би претерала, превише се трудила да буде смешна. Хокс је замолио ветерана водвиља Волтера Кетлета да јој помогне да је тренира. Кетлет је глумила сцене са Грантом за Хепберн, показујући јој да је смешнији када је озбиљан. Хепберн је разумела, понашала се природно и играла саму себе до краја снимања; била је толико импресионирана Катлетовим талентом и способношћу тренера да је инсистирала да у филму игра полицајца Слокума.
Теријера Џорџа је играо Скипи, познат као Аста у филмском серијалу The Thin Man и који је глумио са Грантом (као господин Смит) у Тhe Awful Thruth. Питому бебу леопарда и одбеглог циркуског леопарда играо је дресирани леопард Ниса. Велику мачку је надгледала њен тренер Олга Целесте, која је стајала по страни са бичем током снимања. У једном тренутку, када се Хепберн окренула (што је изазвало да јој се сукња заврти), Ниса се бацила на њу и била је савладана када је Целесте ударила бичем. Хепберн је носила тежак парфем да би Ниса била смирена и није се плашила леопарда, али Грант је био престрављен; већина сцена ове две интеракције је урађена у крупном плану са заменом. Хепберн је играо на његов страх бацивши играчку леопарда кроз кров Грантове свлачионице током продукције. Било је неколико новинских извештаја о Хоксовим потешкоћама у снимању живог леопарда и потенцијалној опасности за веома вредне глумце, тако да су неке сцене захтевале пројекцију позади, док је неколико других снимљено помоћу практичних ефеката. У сцени у којој Грант има Бебу на повоцу, сасвим је очигледно да је поводац ручно осликан на филму.
Хокс и Хепберн су се једног дана сукобили током снимања. Док је Хепберн ћаскала са чланом екипе, Хокс је викнуо "Тихо!" све док једина особа која је још причала није била Хепберн. Када је Хепберн застала и схватила да је сви гледају, упитала је шта је било. Хокс ју је питао да ли је завршила са имитацијом папагаја. Хепберн га је одвела на страну, рекавши му да више никада не разговара с њом на тај начин јер је била стари пријатељ са већином екипе. Када је Хокс (још старији пријатељ екипе) питао техничара за осветљење на кога би радије упалио светло, Хепберн је пристала да се понаша пристојније. Варијација ове сцене, са Грантом који је викао „Тихо!“, имплементирана је у филм.
Сет у улици Вестлејк снимљен је у студију 20th Century Fox Studios. Снимање је завршено 6. јануара 1938. са сценама испред куће господина Пибодија. Продуценти RKO-а изразили су забринутост због кашњења и трошкова филма, који је прешао за 40 дана преко распореда и 330.000 долара преко буџета, а такође им се нису допале Грантове наочаре и коса Хепберн.
Коначна цена филма била је 1.096.796,23 долара, првенствено због клаузула о прековременом раду у Хоксовим, Грантовим и Хепберновим уговорима. Цена филма за сценографију и реквизите била је само 5.000 долара изнад буџета, али су сви глумци (укључујући Нису и Скипија) плаћени отприлике дупло од својих почетних плата. Хепбернова плата је порасла са 72.500 долара на 121.680,50 долара, Грантова са 75.000 на 123.437,50 долара, а Хоксова са 88.046,25 на 202.500 долара. Директор је добио додатних 40.000 долара да раскине свој RKO уговор 21. марта 1938.

### Постпродукција и прегледи
Хоксов монтажер, Џорџ Хајвли, монтирао је филм током снимања, а коначне верзије су направљене неколико дана након завршетка снимања. Прва верзија филма (дужине 10.150 стопа)  послата је у канцеларију Хејс средином јануара.
Упркос неколико двосмислености и сексуалних референци, потенцијално спорни делови су остали део филма. Занемарена је Грантова изјава да је „постао геј“ или Хепберново спомињање Џорџа који мокри. Једине примедбе цензора биле су за сцену у којој је хаљина Хепберн поцепана као и спомињање политичара (као што су Ал Смит и Џим Фарли).
Као и све Хоксове комедије, филм је брз (упркос томе што је снимљен првенствено у дугим средњим кадровима, са мало унакрсних резова). Хокс је рекао Питеру Богдановичу: „Добијате бољи темпо ако глумце брзо покрећете у оквиру кадра, уместо да брзо сечете у монтажи“.
До 18. фебруара, дужина филма је смањена на 9.204 стопе филмске траке. Имао је два претходна прегледа у јануару 1938, где је добио или Ас или А-плус на картицама за повратне информације публике. Продуцент Пандро С. Берман желео је да скрати филм за још пет минута, али је попустио када су се Хокс, Грант и Рид успротивили. На другој претпремијери филма, филм је добио одличне критике и RKO је очекивао хит. Музичка партитура филма је минимална, првенствено Грант и Хепберн певају „I Can't Give You Anything But Love, Baby”. Постоји успутна музика на Ритз сцени, а аранжман „I Can't Give You Anything But Love, Baby" током уводног и завршног шпица музичког директора Роја Веба.

## Пријем

### Критичка рецепција
Филм је премијерно приказан 16. фебруара 1938. у театру Голден Гејт у Сан Франциску, пре него што је добио широку премијеру 23. новембра 1938. године. Добио је добре критике унапред, а Отис Фергусон из The New Republic написао је филм који је био веома смешан и хвалио Хоксову режију. Variety је такође похвалио филм, издвајајући Хоксов темпо и режију, назвавши глуму Хепбернове „једном од њених најснажнијих екранских карактеризација“ и рекавши да Грант „изводи своју улогу до шаке“; њихова једина критика била је дужина сцене у затвору. Film Daily је то назвао „буквално нередом од почетка до краја, са смехом који је био тежак, а акција брзом“. Harrison's Reports назвао је филм „одличном фарсом“ са „многим ситуацијама које изазивају срдачан смех“, а Џон Мошер из Њујоркера је написао да обе звезде „успевају да буду смешне“ и да Хепберн никада није „изгледала тако добро- нарави“. Међутим, Френк С. Нуџент из The New York Times није ценио филм, сматрајући га деривативним и клишеима, понављањем десетина других комедија из тог периода. Он је Хепбернов наступ означио као „без даха, без смисла и ужасно, ужасно заморно“, и додао: „Ако никада нисте били у биоскопу, Силом дадиља ће бити нешто ново за вас – шашави производ школе шашавих фарса. Али ко није био у биоскопу?“
На Rotten Tomatoes, филм има позитивну оцену од 94% на основу 46 рецензија, са просечном оценом 8,8/10. Критички консензус сајта гласи: „Са Кетрин Хепберн и Керијем Грантом у својим најбољим издањима, Силом дадиља је беспрекорно састављена комедија са трајном привлачношћу. На Metacritic-у, филм има просечну оцену од 91 од 100, на основу 17 критика, што указује на „универзално признање“.

### Зарада
Упркос репутацији промашаја филм је био успешан у неким деловима САД. Филм је премијерно приказан 16. фебруара 1938. у театру Голден Гејт у Сан Франциску (где је био хит), а био је успешан и у Лос Анђелесу, Портланду, Денверу, Синсинатију и Вашингтону. Међутим, било је то финансијско разочарење на Средњем западу, као и у већини других градова у земљи, укључујући Њујорк; на RKO-ову жалост, премијера филма у Њујорку 3. марта 1938. у Радио Сити мјузик холу зарадила је само 70.000 долара и филм је повучен са репертоара после недељу дана у корист Џезабел са Бет Дејвис.
Током првог приказивања, Силом дадиља је зарадила 715.000 долара у САД и 394.000 долара на страним тржиштима за укупно 1.109.000 долара;  његово поновно издавање 1940. и 1941. донело је додатних 95.000 долара у САД и 55.000 долара на страним тржиштима. Након другог приказивања, филм је остварио профит од 163.000 долара. Због уоченог неуспеха, Хокс је превремено пуштен из уговора о два филма са RKO  и Гунга Дин је на крају режирао Џорџ Стивенс. Хокс је касније рекао да је филм „имао велику грешку и из тога сам научио много тога. У њему није било нормалних људи. Сви које сте упознали били су лопови и од тада сам научио лекцију и не намеравам више никада да излуђујем све.“  Редитељ је наставио да ради са RKO на три филма током следеће деценије. Лонг Хепберн је Хари Брант (председник Независних власника позоришта Америке) означио као „отров за благајне“. Међутим, многи критичари су се дивили њеној новој вештини у ниској комедији; часопис Life ју је назвао „изненађењем слике“. Хепбернов бивши дечко Хауард Хјуз купио је RKO 1948. и продао га 1955; када је продао компанију, Хјуз је задржао ауторска права на шест филмова (укључујући Силом дадиља).

## Наслеђе
Силом дадиља је био други од четири филма у којима су глумили Грант и Хепберн; остали филмови су Силвија Скарлет (1935), Холидеј (1938) и Филаделфијска прича (1940).
Концепт филма је филозоф Стенли Кејвел описао као „дефинитивно достигнуће у историји филмске уметности“. Кејвел је приметио да је Bringing Up Baby направљен у традицији романтичне комедије са инспирацијом из старог Рима и Шекспира.  Шекспирово Пуно буке око ничега и Како вам се свиђа посебно су цитирани као утицаји на филм и комедију уопште, са њиховим „охолим, самодовољним мушкарцима, јаким женама и жестоком борбом речи и духовитости.“ Хепбернов лик је наведен као рани пример филмског архетипа Manic Pixie Dream Girl.
Популарност филма порасла је откако је приказан на телевизији током 1950-их, а филмски аналитичари из 1960-их потврдили су квалитет филма. У побијању оштре критике Њугентовог колеге критичара Њујорк Тајмса о филму у време објављивања, А. О. Скот је рекао да ћете се „наћи задивљени његовом свежином, снагом и сјајним квалитетима неумањеним након шездесет пет година, и вероватно ће издржати тест даљих гледања." Леонард Малтин је изјавио да се то сада „сматра дефинитивном шашавом комедијом и једним од најбржих, најсмешнијих филмова икада снимљених; сјајне представе свих“.
Силом дадиља је више пута адаптиран. Хокс је рециклирао сцену ноћног клуба у којој је Хепбернова хаљина поцепана, а Грант хода иза ње у комедији Мушки омиљени спорт (1964). Филм Петра Богдановича Шта има, докторе? (1972), са Барбром Стрејсенд и Рајаном О’Нилом у главним улогама, замишљен је као омаж филму и допринео је његовој репутацији. У коментарима за Силом дадиља, Богданович расправља о томе како је сцена кидања капута у What's Up, Doc? заснована је на сцени у којој се цепају Грантов капут и Хепбернова хаљина у филму.
Француски филм Une Femme ou Deux са Жераром Депардјеом, Сигорни Вивер и др Рут Вестхајмер у главним улогама, забележен је као прерада филма Силом дадиља. Филм Ко је та девојка? (1987), са Мадоном у главној улози, такође је делимично заснован на филму.
Током 1990. филм је изабран за чување у Националном филмском регистру Конгресне библиотеке као „културолошки, историјски или естетски значајан“. Entertainment Weekly је укључио филм на 24. место на својој листи најбољих филмова.
Године 2000. читаоци часописа Total Film прогласили су га за 47. најбољу филмску комедију свих времена. Premier је наступ Керија Гранта као др Дејвида Хакслија сврстала на 68. место на својој листи од 100 најбољих представа свих времена, а Сузан Венс на 21. место на листи 100 најбољих филмских ликова свих времена.
Национално друштво филмских критичара је такође укључило Силом дадиљу на своју листу „100 Essential Films“, сматрајући да је то вероватно најбољи режисеров филм.
Филм је препознат од стране Америчког филмског института на листама:
- 1998: 100 година АФИ...100 филмова – #97[66]
- 2000: 100 година АФИ...100 смеха – #14[67]
- 2002: 100 година АФИ...100 страсти – #51[68]
- 2005: 100 година АФИ...100 цитата
  - Др Дејвид Хаксли: „Није да ми се не свиђаш, Сузан, јер ме ипак, у тренуцима тишине, чудно привлачиш према теби; али, добро, није било тих тренутака! " – Номинован[69]
- 2007: 100 година АФИ...100 филмова – #88[70]
- 2008: АФИ-јевих 10 најбољих 10:
  - Номинован, романтичне комедије[71]